# Sceloporus grammicus
Sceloporus grammicus là một loài thằn lằn trong họ Phrynosomatidae. Loài này được Wiegmann mô tả khoa học đầu tiên năm 1828.

## Hình ảnh

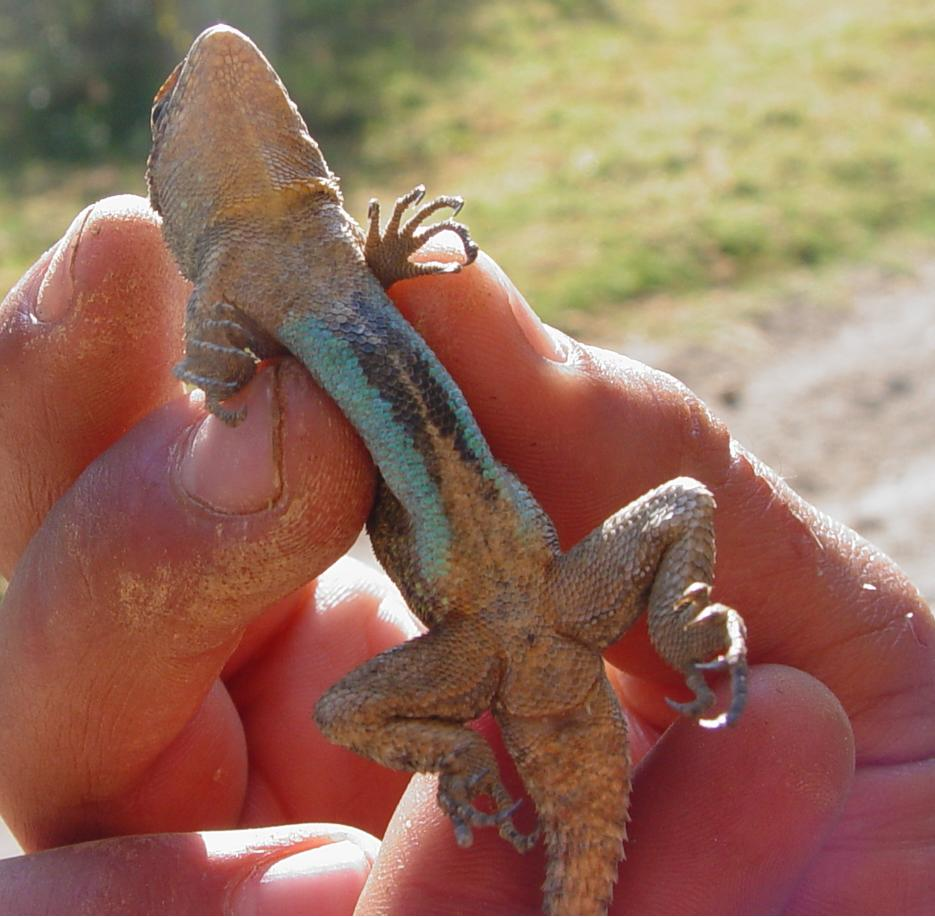
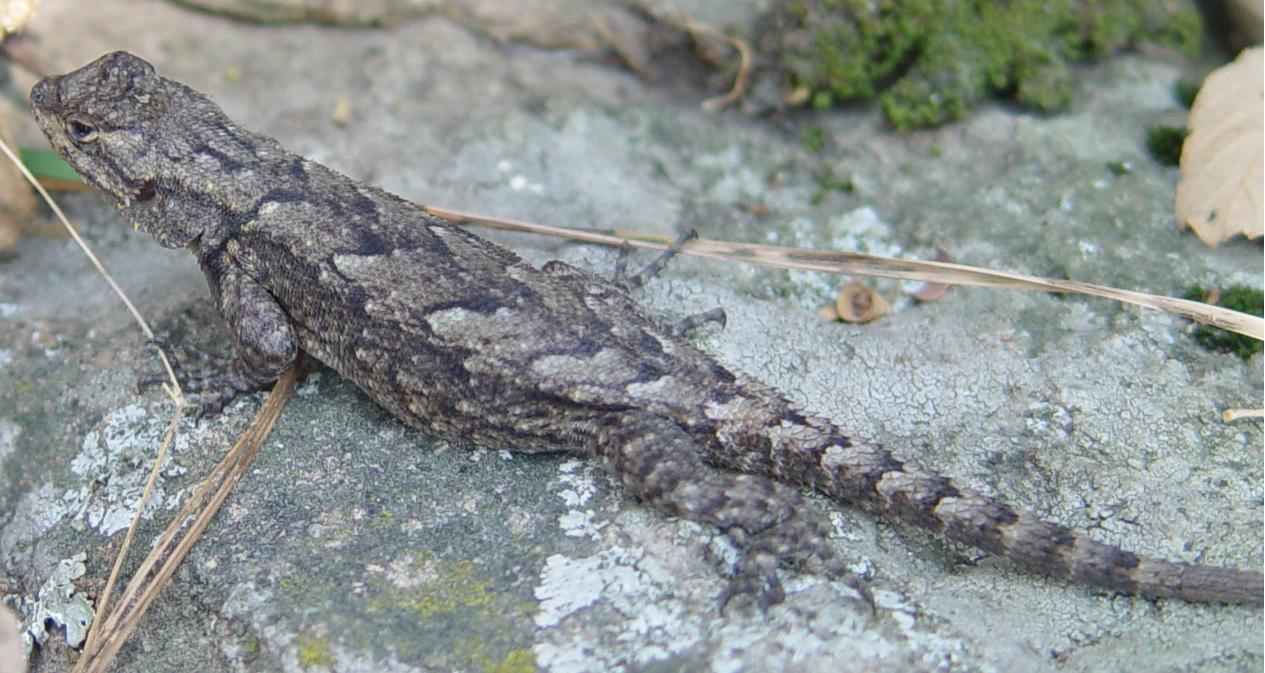